# Licí pánev
Licí pánev je specializované technické zařízení užívané pro dopravu a odlévání roztaveného kovu do kokil
v hutnictví, do forem ve slévárenství a při odlévání kovů (kovolijectví). Podle způsobu užití se může jednat o velmi malá zařízení určená pro jednotky až stovky kilogramů roztaveného kovu užívaná při odlévání kovů v malém měřítku až po
velká průmyslová slévárenská a hutnická zařízení určená pro metalurgickou velkovýrobu v řádech desítek až stovek tun roztaveného kovu. V praxi jde vždy o žáruvzdornou a žárupevnou nádobu (většinou ocelovou) doplněnou o pomocná technická zařízení umožňující snadnou manipulaci s nádobou (vertikální i horizontální pohyb, u menších pánví i jejich naklápění při horním vylévání taveniny).

## Slévárenství a kovolijectví
V licích pánvích se nejčastěji přepravuje kovová tavenina (nejčastěji litina, ocel, měď, hliník, zinek
či kovová slitina).
Licí pánev musí být vybavena vhodným zařízením pro vylévání roztaveného kovu (lití) – buďto horními licími hubicemi nebo spodními licími otvory. Pokud není kov z nádoby vypouštěn licími otvory ve dně, pak musí být pánev doplněna vhodným sklopným zařízením umožňující vrchní vylévání, které u menších pánví může být i na ruční pohon, i větších je pak naklápění prováděno hydraulickým nebo elektrickým pohonem. Malé licí pánve mohou být vybaveny i víkem, které omezuje nežádoucí tuhnutí taveniny. Velmi malé licí pánve mohou být přenášeny i ručně (obvykle dvěma lidmi), větší licí pánve musí být transportovány strojně například vysokozdvižnými vozíky, speciálními vozy, automobilovými návěsy apod.
Velké licí pánve bývají obvykle transportovány pomocí jeřábů, pro tento účel bývají proto vybaveny závěsným zařízením. Některé typy menších licí pánví mohou být vybaveny svým vlastním vlastním zdvihacím zařízením umožňující v omezeném měřítku i vertikální
pohyb nádoby.

## Hutnictví

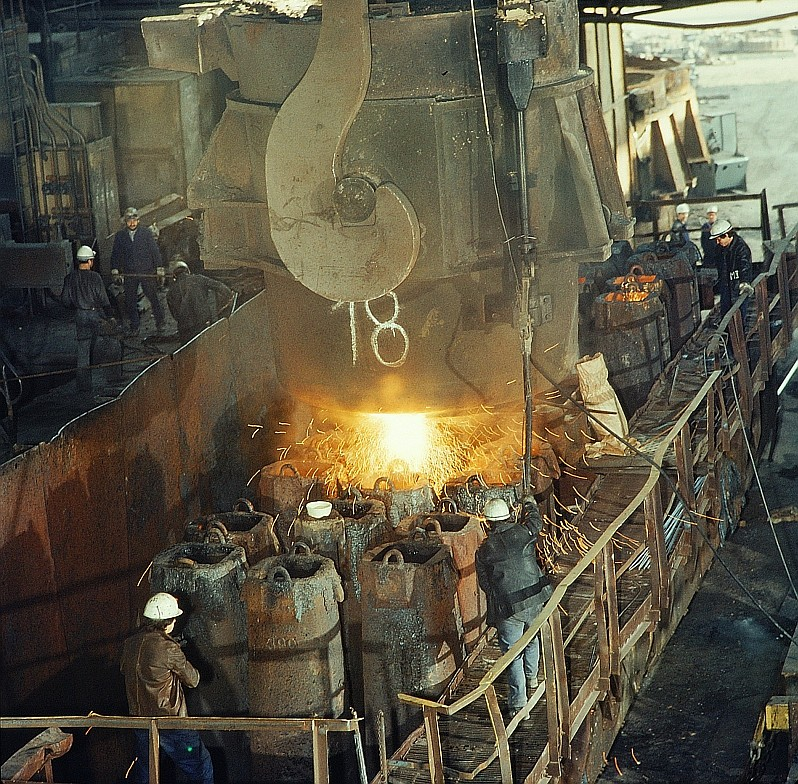
Lití ocele z licí pánve do kokil

Prakticky jde o velkou ocelovou nádobu, která je vevnitř opatřena speciální žáruvzdornou izolační vrstvou, na níž je obvykle položena vnitřní šamotová žáruvzdorná vyzdívka. Dno nádoby také bývá vyztuženo žárobetonem, ve které se nachází spodní licí výpust. Na vnějších bocích pánve se nachází velké boční ocelové úchyty pro zavěšení na velký transportní jeřáb.
Žáruvzdorná vyzdívka pánve se během jejího provozu vždy opotřebovává vlivem mechanického namáhání, vysokých teplot, teplotních šoků (zejména prudkého zahřátí na vysokou teplotu) i chemického působení kovové taveniny a strusky. Proto je nutné žáruvzdornou vyzdívku kontrolovat, udržovat a vyměňovat. Vzhledem k tomu, že se vyzdívka snadněji opotřebovává rychlými teplotními šoky, je vhodné pro velké hutnické licí pánve stanovit teplotní režim práce, který zamezí zejména nežádoucím teplotním šokům – pánev je v provozu trvale udržována ve vysoké provozní teplotě.